# William Kelly
William Henry „Willie” Kelly (ur. 1 grudnia 1877 w Sydney, zm. 27 stycznia 1960 tamże) – australijski polityk, w latach 1903-1919 poseł do Izby Reprezentantów. Członek gabinetu Josepha Cooka (1913-1914).

## Życiorys

### Pochodzenie i młodość
Pochodził z bardzo zamożnej rodziny przedsiębiorców, czerpiącej majątek z handlu metalami. Początkowo uczył się w Bathurst, zaś w latach 1893-1896 przebywał w elitarnym Eton College w Anglii. Po śmierci jego ojca w 1901 roku, zarządzanie firmą przejął jego starszy brat Thomas, zaś William otrzymał spadek, który pozwolił mu przez resztę życia utrzymywać się z rozmaitych inwestycji, a wolny czas poświęcać polityce i przyjemnościom takim jak brydż, podróże czy próby literackie.

### Kariera polityczna
W 1903 został po raz pierwszy wybrany do Izby Reprezentantów jako kandydat Partii Wolnego Handlu w okręgu wyborczym Wentworth. Później ugrupowanie to zostało przemianowane na Partię Antysocjalistyczną, zaś w 1909 połączyło się z Partią Protekcjonistyczną, tworząc Związkową Partię Liberalną (CLP). W 1913 został ministrem bez teki w gabinecie federalnym, którym kierował lider CLP Joseph Cook. W praktyce jego zadania obejmowały nadzór na ujednolicaniem rozstawu szyn w australijskiej sieci kolejowej (w XIX wieku różne kolonie, które potem utworzyły Związek Australijski, stosowały różne rozstawy), a także nad budową stolicy federalnej, Canberry.
W 1914 przeszedł do opozycji wraz z całym swoim środowiskiem politycznym. W 1919 zakończył karierę polityczną, rezygnując z ubiegania się o kolejną reelekcję do parlamentu. Po rozstaniu z żoną, która wyjechała do Anglii wraz z ich jedynym dzieckiem, resztę życia spędził jako zamożny, lecz bardzo samotny mężczyzna. Zmarł w szpitalu w Sydney w styczniu 1960 w wieku 82 lat. Wartość spadku po nim oszacowano na blisko 150 tysięcy ówczesnych funtów australijskich.